# Peperomia misionensis
Peperomia misionensis är en pepparväxtart som beskrevs av Truman George Yuncker. Peperomia misionensis ingår i släktet peperomior, och familjen pepparväxter. Inga underarter finns listade i Catalogue of Life.